# Микаэлис, Карин
Карин Микаэ́лис, или Карин Михаэлис (урождённая — Катарина Бек; 1872—1950) — датская писательница, печаталась под фамилией мужа; также сценарист.
Сочинения Микаэлис, многие из которых носят автобиографический характер, посвящены в основном проблеме положения женщины в семье и обществе, воспитанию детей. Одним из переводчиков книг Микаэлис на русский язык была Анна Ганзен.

## Биография
Родилась 20 марта 1872 года в городе Раннерс в семье телеграфиста.
В 1892 году переехала в Копенгаген, чтобы обучиться на преподавателя фортепиано. Здесь познакомилась с писателем Софусом Микаэлисом (1865—1932), за которого вышла замуж в 1895 году.
Много путешествовала по Европе и США (где жила в годы оккупации Дании немецко-фашистскими войсками). Участвовала в борьбе против фашизма и милитаризма.
Дебютировала в 1898 году с романом «Благородная игра» (под псевдонимом Эдмонд Фальф). Прославилась психологическими романами «Опасный возраст» (1910) и «Мать» (1935, русский перевод 1958).
Автор романов: «Девочка со стёклышками» (1924), «Маленькая лгунья» (1925), «Тайна» (1926), «И грех, и горе, и опасность» (1928), «Последствия» (1930), а также детских книг.
В 1932 году Карин Микаэлис принимала участие в работе первого международного антивоенного конгресса.
Умерла 11 января 1950 года в Копенгагене.